# Mukim
Mukim è il termine che indica una suddivisione amministrativa in paesi asiatici quali Brunei, Indonesia, Malaysia e Singapore. Per la lingua inglese è un prestito linguistico. Comunque, esso fu in origine un prestito linguistico nella lingua malese dalla parola araba  مقيم che significa "residente".

## Uso

### Brunei

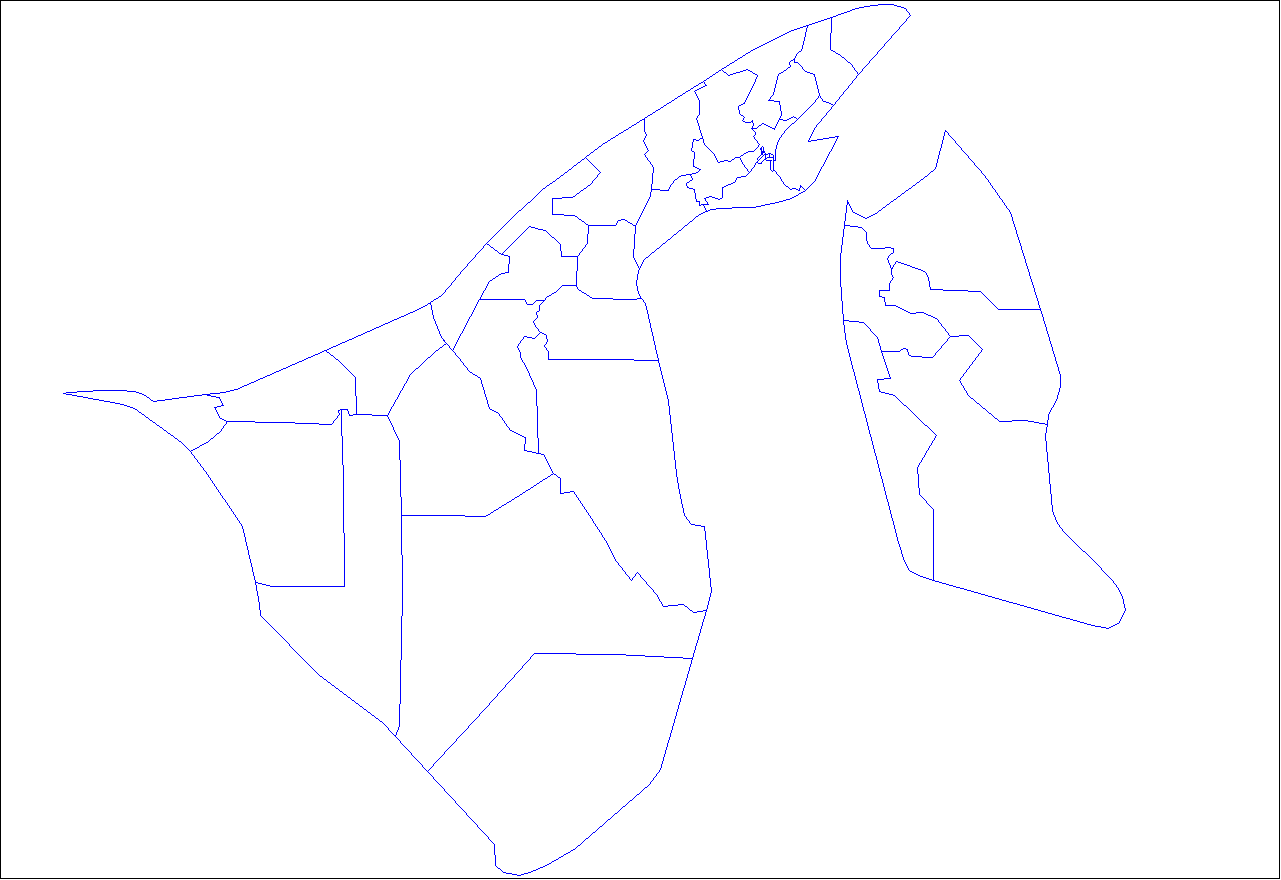
Mukim del Brunei

In Brunei un mukim è la suddivisione amministrativa immediatamente inferiore a un distretto (in lingua malese: daerah).
Vi sono trentotto mukim in Brunei.  Ciascuno di essi è un'unità amministrativa composta da parecchi kampung ("villaggio", in lingua malese). A capo di un mukim sta un penghulu, che è un’autorità elettiva. Il numero di mukim in ciascun distretto del Brunei è il seguente:
| Distretto    | Numero di Mukim |
| ------------ | --------------- |
| Belait       | 8               |
| Brunei-Muara | 17              |
| Temburong    | 5               |
| Tutong       | 8               |

### Indonesia
In Indonesia, mukim significa "un luogo in cui stare", Permukiman si riferisce in genere a "insediamento". Il termine mukim è usato esclusivamente come suddivisione amministrativa di un distretto dell'Indonesia ad Aceh. Un mukim contiene alcuni villaggi.

### Malaysia
In Malaysia un mukim può essere o una suddivisione di un daerah (distretto) o una suddivisione di un sottodistretto autonomo (daerah kecil), come dalla Sezione 11(c) del Codice Nazionale del Territorio del 1965. 
Il termine mukim non era usato comunque in Putrajaya; al suo posto si usa il termine precinct (presint in Malesia). Lo stato settentrionale di Perlis, a causa delle sue dimensioni, non fu diviso in daerah ma rimase a livello diretto di mukim.
Nel Kelantan il termine daerah corrisponde al livello di mukim negli altri stati.

Mappa dei mukim degli stati della Malesia
Johor
Perak
Selangor

### Singapore
A Singapore un mukim è un distretto rurale: ve ne sono 34, oltre a 30 distretti come suddivisioni di città. Questi ultimi si trovano in aree urbane mentre i distretti mukim si trovano nelle zone esterne circostanti.